# Cycloneda polita
Cycloneda polita – gatunek chrząszcza z rodziny biedronkowatych.

## Taksonomia
Gatunek ten opisany został po raz pierwszy w 1899 roku przez Thomasa Lincolna Caseya. Jako miejsce typowe wskazał on Hrabstwo Marin. Epitet gatunkowy oznacza po łacinie „wypolerowana”. W 1943 roku Philip Hunter Timberlake opisał na podstawie okazów z Alamedy podgatunek Cycloneda polita flava. Różnił się on jednak od formy nominatywnej tylko ubarwieniem, w związku z czym został z nią zsynonimizowany w 1985 roku przez Roberta D. Gordona.

## Morfologia

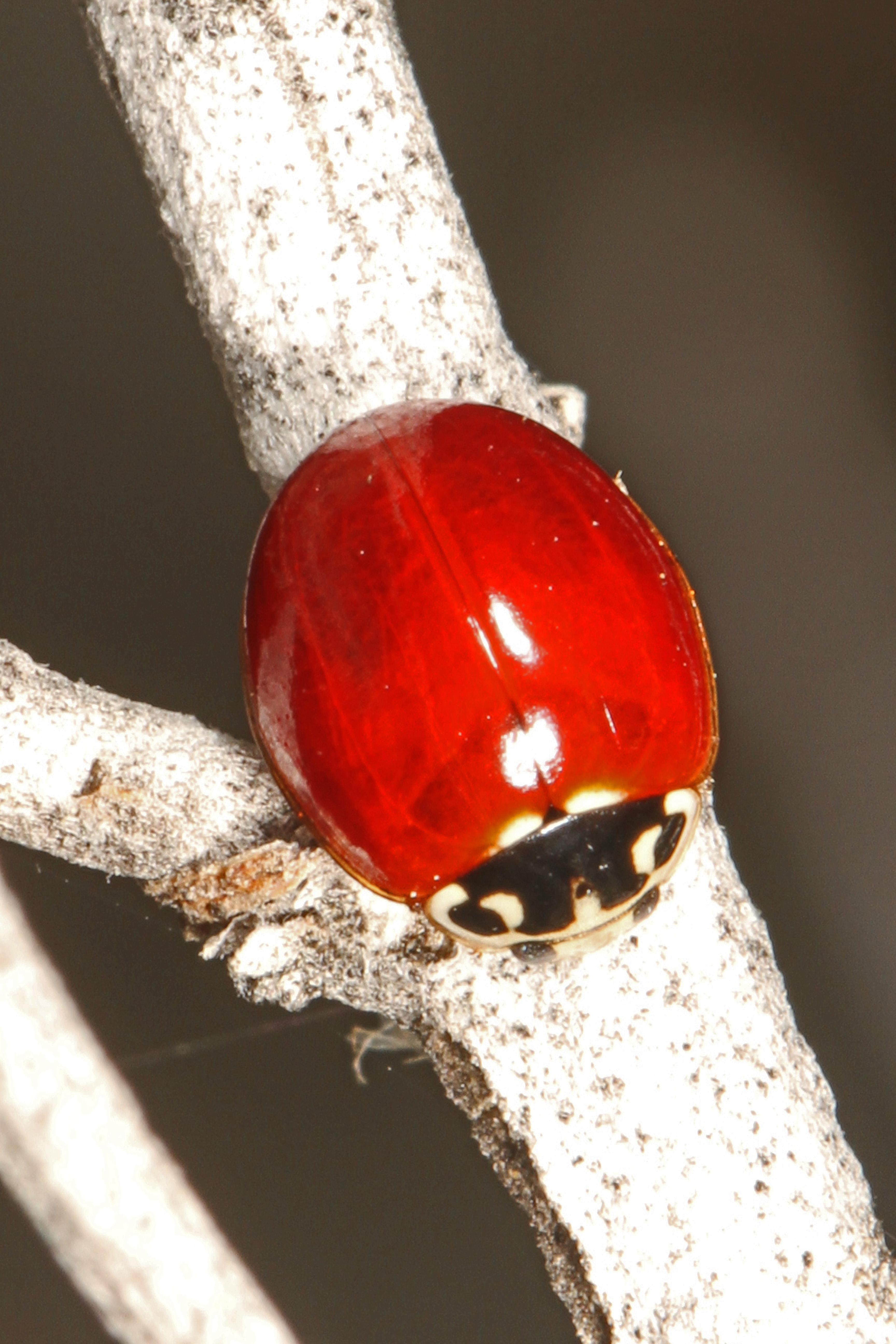
Imago

Chrząszcz o zaokrąglonym w zarysie, wysklepionym ciele długości od 3,5 do 6,2 mm i szerokości od 3 do 4 mm. Przedplecze jest białawe z czarną łatą wciętą pośrodku przedniej krawędzi i parą czarnych kropek bocznych, które mogą być połączone z łatą szypułką lub od niej odizolowane; biaława barwa tworzy w częściach bocznych przedplecza wzór w kształcie liter „C” lub pełne pierścienie; brzegi boczne i przedni zawsze są białawe. Pokrywy mają ubarwienie żółte, pomarańczowe lub czerwone, czasem z rozjaśnionymi brzegami; są całkowicie pozbawione kropek. Boczne krawędzie pokryw są lekko rozpłaszczone. Przedpiersie ma wąski wyrostek międzybiodrowy z dobrze wykształconą listewką środkową i uwstecznionymi żeberkami bocznymi. Odnóża środkowej i tylnej pary mają po dwie ostrogi na goleni. Pazurki stóp mają duże zęby nasadowe. Genitalia samca są symetrycznie zbudowane.

## Ekologia i występowanie
Owady dorosłe w południowej części zasięgu są aktywne od marca do listopada.
Gatunek nearktyczny. W Kanadzie znany jest z Kolumbii Brytyjskiej. W Stanach Zjednoczonych zamieszkuje Waszyngton, Oregon, Idaho, Montanę, Wyoming, Kalifornię, Nevadę, Utah, Kolorado i północny Nowy Meksyk. Według R.D. Gordona zasięg ma charakter allopatryczny z podobnym C. munda, natomiast według innych autorów z dużym prawdopodobieństwem zasięgi tych gatunków pokrywają się gdzieniegdzie na obszarze Wielkich Równin.